# Unforgettable Final Odyssey
EPs par You'll Melt More!
Electric Sukiyaki Girls
(21 mai 2014) SUImin CIty DEstroyer
(31 déc. 2014)
EPs par You'll Melt More! × Hakoniwa no Shitsunaigaku
Hako Melt More!
(22 janv. 2014)
Compilations par You'll Melt More!
You Are The World
(11 nov. 2015)
Unforgettable Final Odyssey (UFO) est le premier album studio complet du groupe You'll Melt More! (Yurumerumo!) sorti le 9 juillet 2014.
Le sigle UFO est un jeu de mots entre le titre de l'album et l'acronyme anglais de Unidentified Flying Object (UFO) (trad. : « Objet Volant Non Identifié (OVNI) ») et inspire notamment la pochette de l'album sur laquelle sont représentés les membres du groupe avec, derrière leur dos, un engin volant ressemblant à un vaisseau spatial.

## Détails de l'album
Il sort le 9 juillet 2014 en une seule édition sur le label SPACE SHOWER MUSIC, après plusieurs EPs sortis sur le label régulier You'll Records. Il atteint la 89e place du classement hebdomadaire des ventes de l'Oricon et reste classé pendant une semaine (voir fiche Oricon) ; il atteint également la 7e place du classement hebdomadaire des ventes des albums indépendants de l'Oricon.
Plusieurs musiciens ont produit les chansons dans différents styles (hip-hop, rock, electro, pop...). Cet album inclut au total 13 chansons inédites dont certaines issues du précédent mini-album Electric Sukiyaki Girls sorti en mai précédent.
Il s'agit du dernier disque du groupe à huit membres après le départ de Yuizarasu dont son concert de graduation a lieu le 9 août 2014 au Liquidroom Ebisu à Tokyo. Par ailleurs, un autre membre, Yumikon, est mis en repos un mois avant la sortie de l'album (bien qu'elle ait participé aux chansons de l'album) pour des problèmes de santé. Cet album est notamment le disque sur lequel elle fait sa dernière apparition et elle ne quittera le groupe qu'au mois de décembre suivant (sortira entre-temps un nouvel EP Suimin City Destroyer duquel Yumikon ne participera à l'enregistrement des chansons).
La vidéo de Tabi no Shitaku enregistrée en live et le clip de OO (Love) sont mises en ligne sur YouTube au même moment.

## Formation
Membre crédités sur l'album :
- Momopi (ももぴ)
- Yumikon (ゆみこーん)
- Kechon (けちょん)
- Yuizarasu (ゆいざらす)
- Chiffon (しふぉん)
- Yonapi (ようなぴ)
- Ano (あの)
- Chibo (ちーぼう)

## Liste des titres
| 1.  | Majiwaranai CAts                                             |                                       |  |
| 2.  | Yurumeru Mon (ゆるめるモん)                                  |                                       |  |
| 3.  | Esa~ru (べぜ〜る)                                            |                                       |  |
| 4.  | Nigero!! (逃げろ!!)                                          |                                       |  |
| 5.  | Ikiro!! (生きろ!!)                                           | du mini album Electric Sukiyaki Girls |  |
| 6.  | Ba Viewer (場viewer)                                         |                                       |  |
| 7.  | Peke Peke (ぺけぺけ)                                         |                                       |  |
| 8.  | Watashi no Hanashi, Kore de Oshimai (私の話、これでおしまい) | du mini album Electric Sukiyaki Girls |  |
| 9.  | Sukiyaki (スキヤキ)                                          | du mini album Electric Sukiyaki Girls |  |
| 10. | Do Fufu                                                      |                                       |  |
| 11. | Natsu On Blue (なつ おん ぶるー)                             |                                       |  |
| 12. | OO (Love) (ラブ)                                             |                                       |  |
| 13. | Tabi no Shitaku (たびのしたく)                               |                                       |  |